# 阿格蒂岛

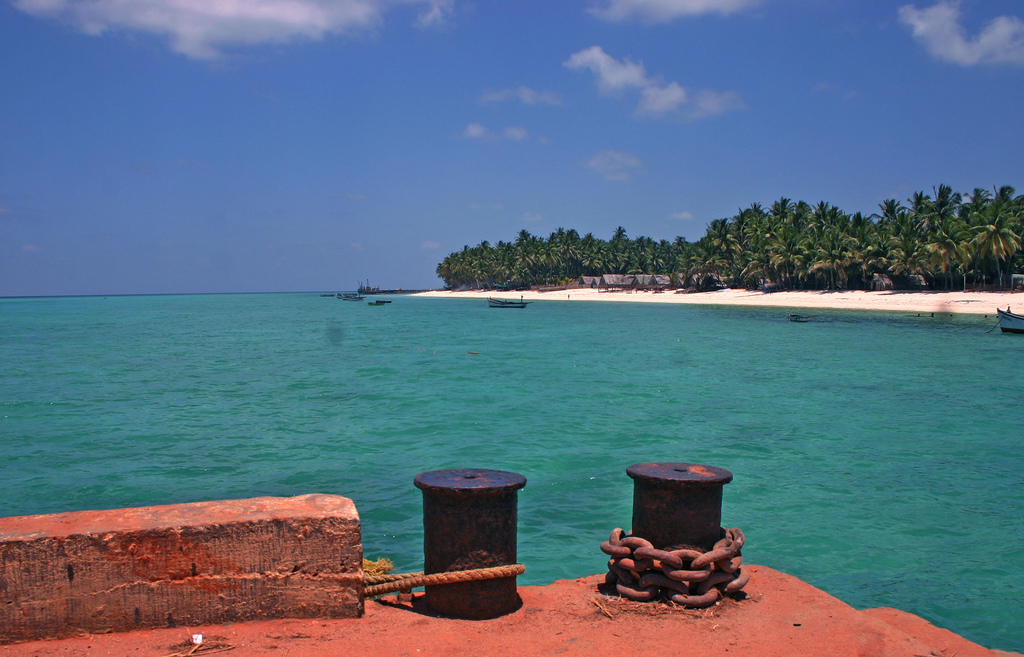
拉克沙群岛阿格蒂岛

阿格蒂岛是印度拉克沙群岛中央直辖区的一座岛屿。东距喀拉拉邦城市科钦459公里。面积3.84平方公里，人口7072人。生产水产、椰壳纤维和干椰肉，其捕鱼产量在拉克沙群岛中仅次于米尼科伊岛。该岛还拥有拉克沙群岛唯一的机场。

## 资料来源
- 拉克沙群岛官方主页上关于阿格蒂岛的介绍

10°50′N 72°12′E / 10.833°N 72.200°E